# NGC 7366
NGC 7366 ist eine elliptische Galaxie vom Hubble-Typ E2 im Sternbild Pegasus am Nordsternhimmel. Sie ist schätzungsweise 527 Millionen Lichtjahre von der Milchstraße entfernt und hat einen Durchmesser von etwa 60.000 Lj.
Im selben Himmelsareal befinden sich u. a. die Galaxien NGC 7370, NGC 7372, NGC 7374, IC 1452.
Das Objekt wurde am 7. August 1864 von Albert Marth entdeckt.